# Arágua
Arágua (em castelhano: Aragua) é um dos estados da Venezuela. Situado na região centro-setentrional do país, limita a norte com o mar das Caraíbas, a sul com o estado de Guárico, a este com os estados de Vargas, Miranda e Guárico e a oeste com os estados de Carabobo e Guárico.

## Economia
As atividades econômicas predominantes no estado são as do sector secundário e terciário, que se concentram na área metropolitana de Maracay, bem como nas cidades de Turmero, La Victoria e Cagua. No sector secundário se destacam várias industrias, entre elas a indústria automobilística, metal-mecânica, química, têxtil e de processamento de produtos alimentícios. Na agricultura se destacam os cultivos de cana de açúcar, milho, cítricos, cacau, café e  algodão, além de da pecuária. No litoral é possível encontrar uma actividade turística relacionada com as localidades de Bahía de Cata, Choroní y Turiamo.

## Municípios
1. Bolívar (San Mateo)
2. Camatagua (Camatagua)

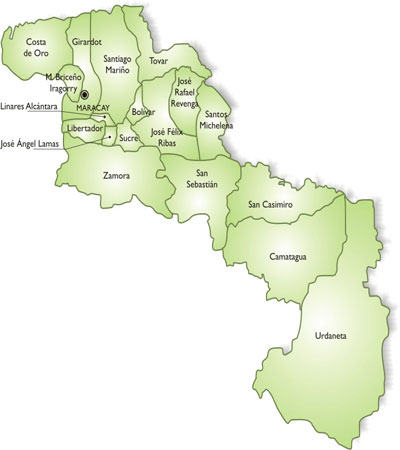
Municípios de Aragua

3. Francisco Linares Alcántara (Santa Rita)
4. Girardot (Maracay)
5. José Angel Lamas (Santa Cruz)
6. José Félix Ribas (La Victoria)
7. José Rafael Revenga (El Consejo)
8. Libertador (Palo Negro)
9. Mario Briceño Iragorry (El Limon)
10. Ocumare de la Costa de Oro (Ocumare de la Costa)
11. San Casimiro (San Casimiro)
12. San Sebástian (San Sebastián)
13. Santiago Mariño (Turmero)
14. Santos Michelena (Las Tejerias)
15. Sucre (Cagua)
16. Tovar (La Colonia Tovar)
17. Urdaneta (Barbacoas)
18. Zamora (Villa de Cura)

1. ↑  Bibliotecas e arquivos de Portugal - Volume 1. Lisboa: Portugal. Direcção-Geral dos Assuntos Culturais. 1969. p. 115